# BYD Auto

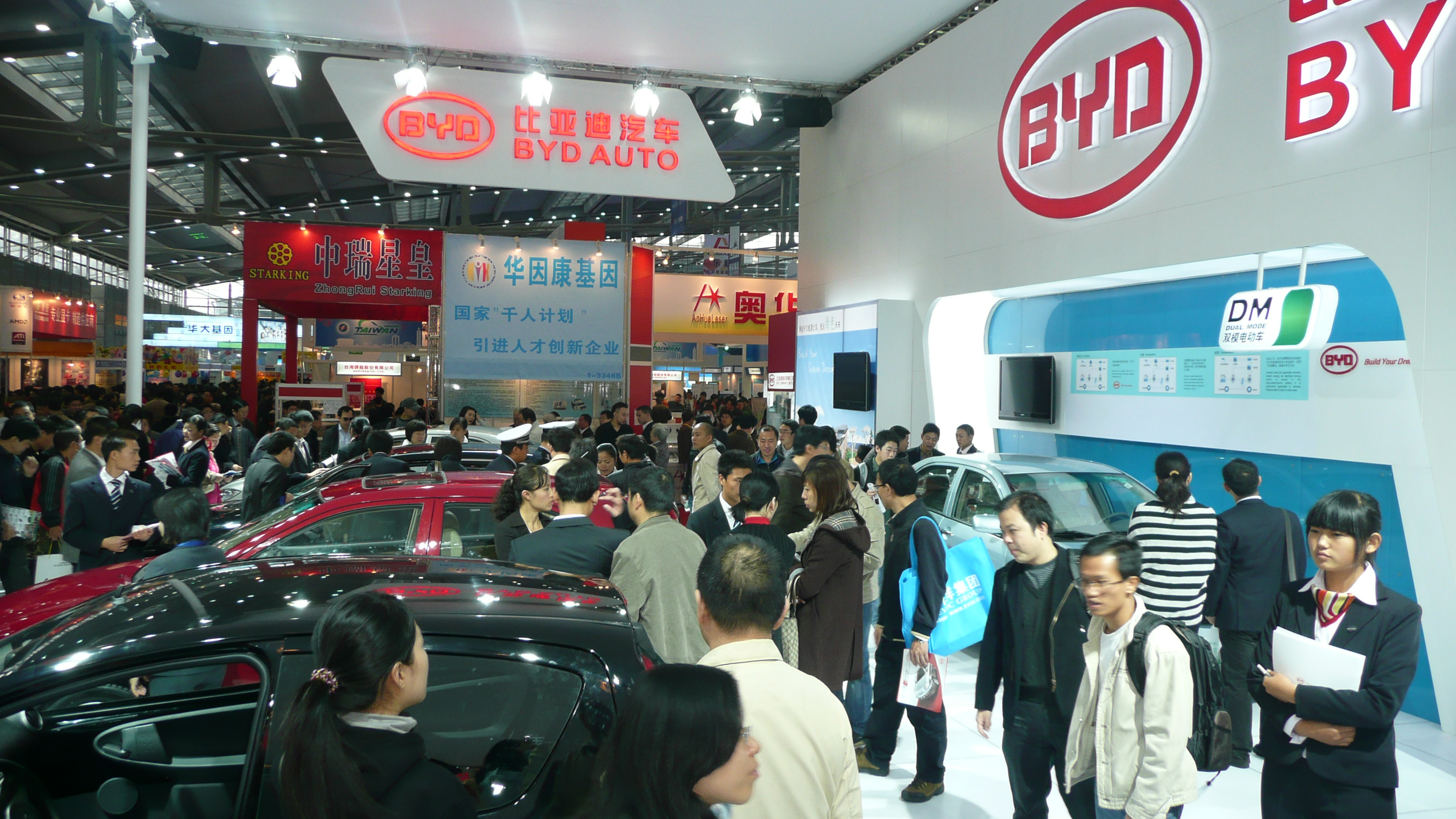
BYD auf der High-Tech-Fair in Shenzhen, November 2009

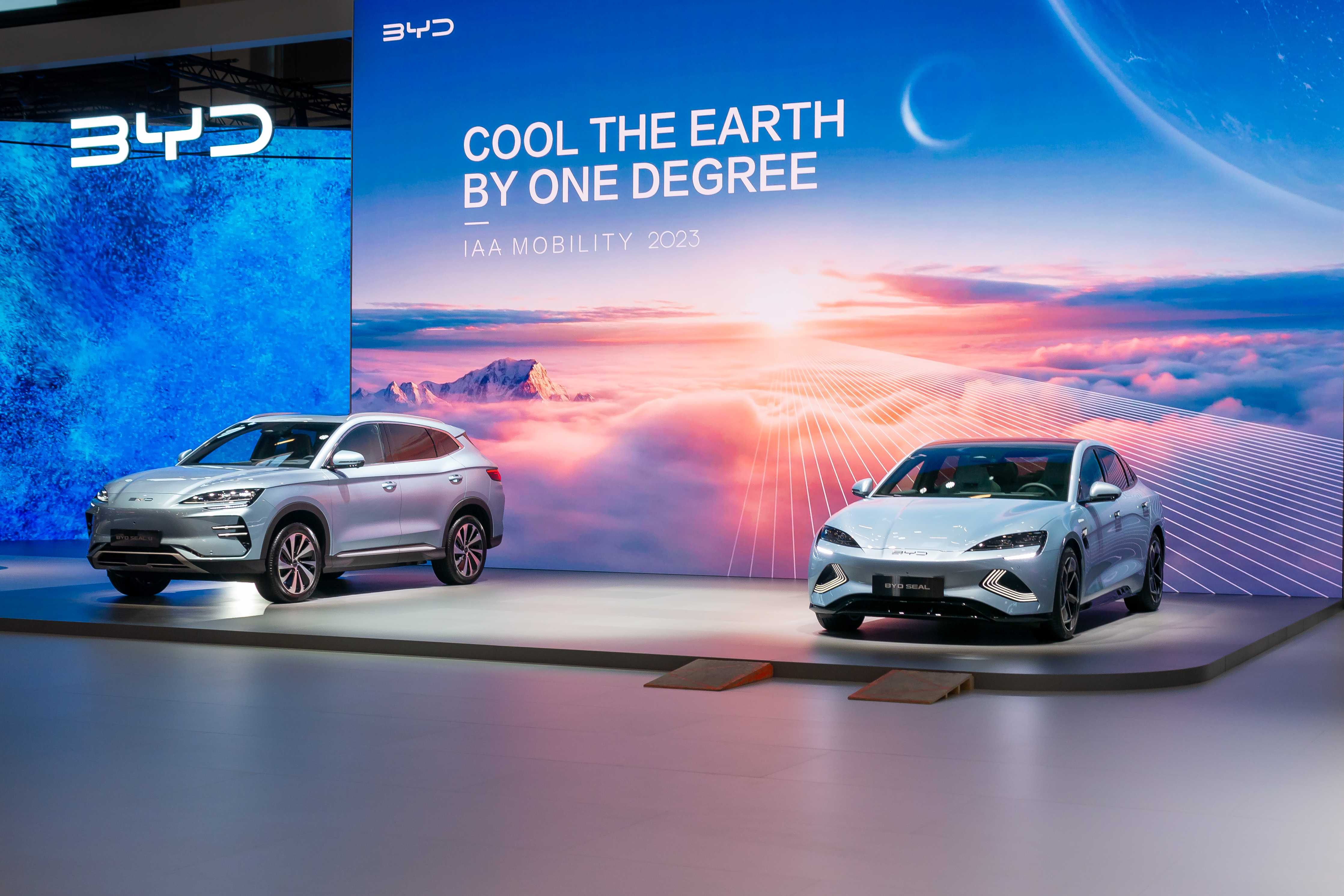
BYD-Messestand auf der IAA Mobility 2023

BYD Auto Company Limited, kurz BYD Auto (chinesisch 比亞迪汽車 / 比亚迪汽车, Pinyin Bǐyàdí Qìchē), ist ein Automobilhersteller in Shenzhen in der Provinz Guangdong in der Volksrepublik China und eine Tochtergesellschaft der BYD Company Ltd. BYD Auto gehört zu den weltweit größten Pkw-Herstellern und ist die größte Automarke nach Verkäufen in China. Das Unternehmen ist an der Hong Kong Stock Exchange notiert.
BYD Auto ist stark im Markt der Plug-in-Hybride und Elektroautos vertreten. Im vierten Quartal 2023 lieferte BYD mit 526.409 Fahrzeugen über 35.000 mehr E-Autos als der bisherige Marktführer Tesla. Im Bereich der Elektromobilität gilt es – nicht zuletzt durch die Markteinführung der weltweit ersten Elektro-Sattelzugmaschine, des ersten Elektro-Gelenkbusses und des ersten Elektro-Doppeldeckerbusses – als eines der innovativsten Unternehmen.
Der Name BYD ist die Abkürzung des latinisierten chinesischen Firmennamen Bǐyàdí (比亚迪). Der ursprüngliche Firmenname Yadi Electronics (亚迪电子 Yàdí Diànzǐ) bezieht sich auf den ersten Sitz des 1995 gegründeten Unternehmens im Dorf Yadi (亚迪村 Yàdí cūn) in Shenzhen. Der Buchstabe „B“ (比 bi) wurde später beim Eintrag ins Unternehmensregister hinzugefügt ohne besondere inhaltliche Bedeutung. Der Hauptgrund für die Wahl des Zeichen 比 bi („B“) hierfür war, den Namen des Unternehmens in der alphabetischen Auflistung im Register relativ vorn zu platzieren. Basierend auf dem Akronym BYD verwendete das Unternehmen jahrelang den Marketingslogan Build Your Dreams (englisch für „Bau deine Träume“).

## Geschichte
Im Januar 2003 kaufte das bis dahin auf die Herstellung von Batterien spezialisierte Unternehmen BYD den angeschlagenen staatlichen Automobilhersteller Xian Qinhuan Automobile. Dieser Unternehmenszweig firmiert seitdem als Tochtergesellschaft unter BYD Auto Co. Ltd. Bei dem Kauf des staatlichen Unternehmens ging es BYD weniger um den Erwerb von technischem Know-how als um die staatliche Lizenz zum Automobilbau, die seinerzeit in der Regel nur im Rahmen von Joint Ventures vergeben wurde. Zunächst wurde die Produktion des erfolglosen Kleinstwagen Flyer übernommen und unter der Bezeichnung BYD Flyer weitergeführt. Das Modell blieb jedoch mit geringen Verkaufszahlen weitgehend unbeachtet.
In den Folgejahren vermied das Unternehmen den schnelleren Weg der Nutzung von Lizenzbauten globaler Konzerne, sondern setzte langfristig auf Eigenentwicklungen. Dabei kam es zunächst – wie bei anderen chinesischen Unternehmen auch – in einer ersten Phase zu Nachbauten ausländischer Automarken: In eigenen Forschungs- und Entwicklungszentren wurden ausgewählte Modelle anderer Hersteller zerlegt, alle patentierten Bauteile durch maßgefertigte Eigenentwicklungen ersetzt und als neues Modell wieder zusammengefügt. So war der Ende 2005 entwickelte BYD F3 eine weitgehende Imitation des Toyota Corolla und der 2010 erschienene BYD M6 ähnelt äußerlich stark dem Toyota Previa. Diese Vorgehensweise ermöglichte einen schnellen Lernprozess, der zur Entwicklung eigener Technik führte: Bereits 2007 besaß das Automobilunternehmen mehr als 2000 Patente auf Eigenentwicklungen.
Im Unterschied zu den meisten anderen Automobilherstellern, die auf Produkte der Zuliefererindustrie zurückgreifen, produziert BYD Auto die meisten Komponenten selbst; hierzu gehören neben Motoren, Getrieben, Steuer- und Bremssystemen und der gesamten Fahrzeugelektronik selbst Scheibenwischer, Sicherheitsgurte, Airbags und CD-Spieler (lediglich Reifen, Autoglas und wenige Bauteile allgemeiner Art werden extern beschafft.)
Die hierzu erforderliche personalintensive (und für westliche Unternehmen zu kostenintensive) Eigenfertigung vieler Komponenten in relativ geringen Stückzahlen wurde ermöglicht durch Produktionsprozesse, die die Muttergesellschaft BYD bereits im Bereich der Batterieherstellung praktizierte:
Die Ablaufabschnitte in der Produktion konnten mittels einer äußerst detaillierten Beschreibung des Workflow so stark verkleinert werden, dass auch junge Menschen mit geringer und selbst gar keiner beruflichen Qualifizierung eingestellt werden. Dies erlaubt eine halbautomatische Fertigung von Autoteilen, die qualitativ den (bei anderen Herstellern in der Regel) von Industrierobotern gefertigten Produkten vergleichbar sind, jedoch, bedingt durch die in China gegebenen Niedriglöhne, kostengünstiger angeboten werden können.
Zur Verbesserung der weiteren Unabhängigkeit von Zulieferern und zur Erreichung eines weitgehend autarken Produktionsprozesses erwarb BYD Auto am 10. März 2010 vom japanischen Unternehmen Ogihara Corp. eine Fabrik zur Herstellung von Fahrzeugteil-Urformen. Gleichzeitig erweiterte BYD Auto permanent seine Forschungs- und Entwicklungszentren, an denen heute rund 10.000 Wissenschaftler an inzwischen vier Standorten arbeiten.

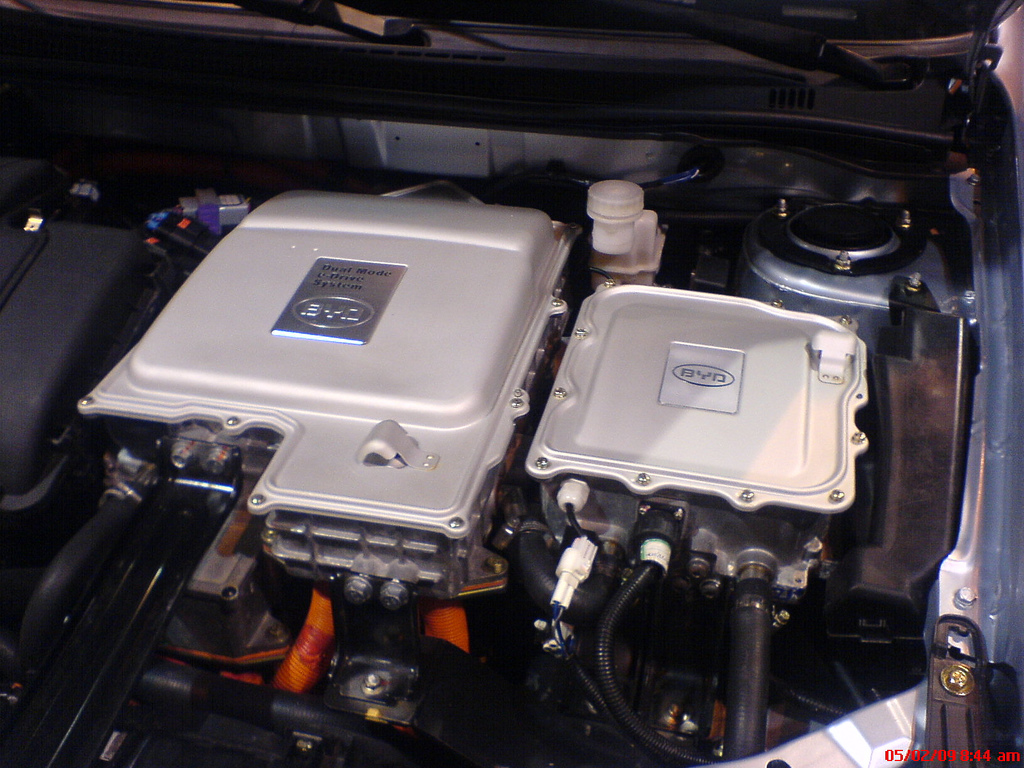
BYD-Hybridmotor in einem BYD F3DM

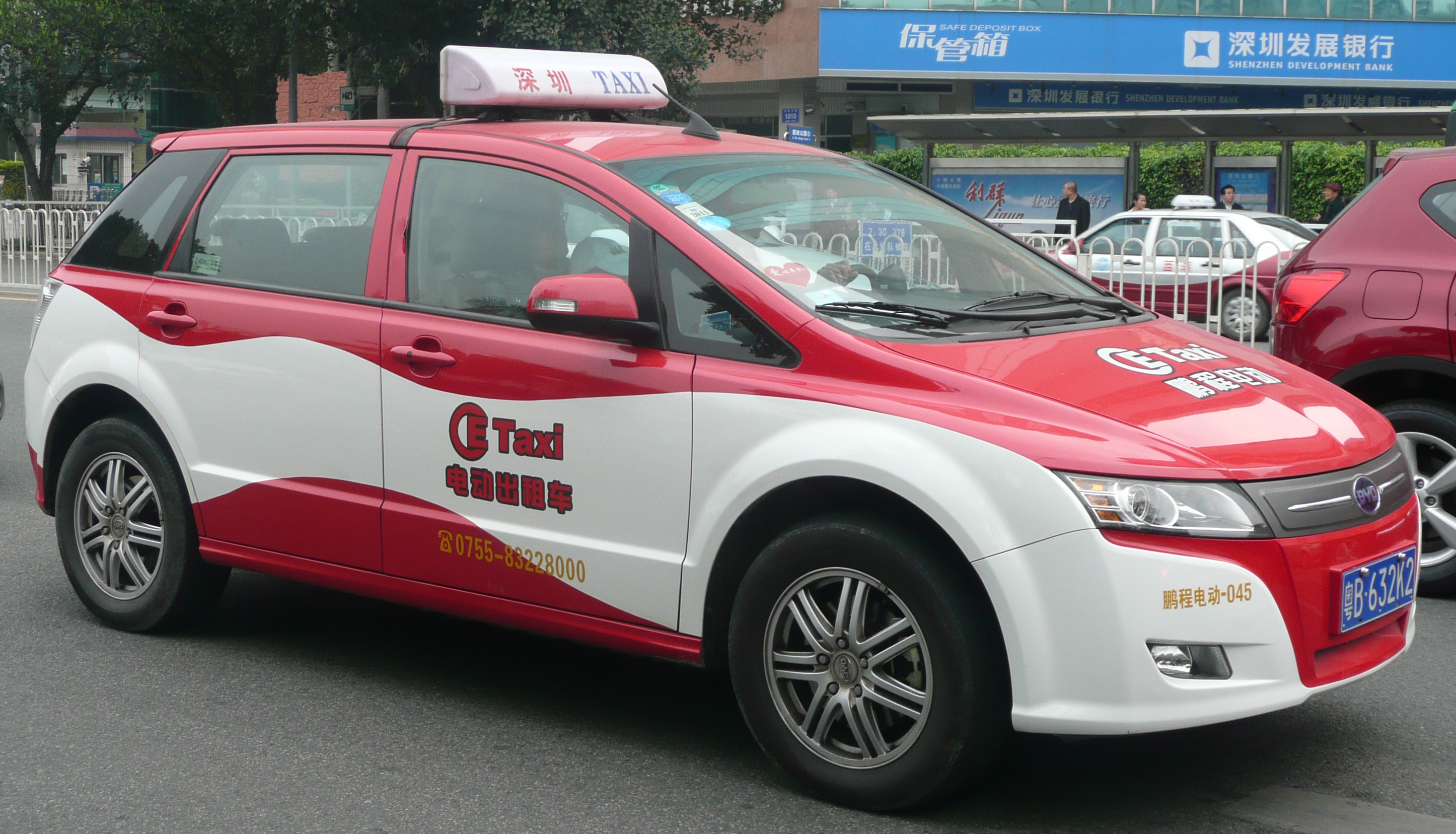
BYD e6 – Elektroauto als Taxi in Shenzhen

Dies förderte in einer zweiten Phase den Übergang zu vollständig neuen Entwicklungen. Das Ergebnis waren neuartige Fahrzeuge, wie der BYD F3DM als erstes Hybridfahrzeug Chinas, das Nachfolgemodell BYD Qin sowie der BYD e6, ein Elektroauto, das weltweit vor allem als Taxi im Einsatz ist.
2010 wurden bereits über 500.000 Fahrzeuge produziert.
Der global vermarktete BYD ebus wird auch in Europa im regulären Liniendienst eingesetzt, so in den Niederlanden (35 Busse in Amsterdam-Schiphol) und in London (u. a. zwei Linien mit 51 Batteriebussen). Damit belieferte BYD die größten Elektrobusflotten in Europa. Insgesamt wurden bis Januar 2019 bereits 50.000 Elektrobusse hergestellt. Auch in Deutschland werden Elektrobusse von BYD eingesetzt, so sind seit Oktober 2020 in Bochum und Gelsenkirchen 20 Elektrobusse in der Solobus-Variante (12-m-Standard) im Dienste der BOGESTRA und zwei Fahrzeuge in Herne für die HCR im Einsatz.
Das Büro für Technikfolgen-Abschätzung beim Deutschen Bundestag bestätigte in einem Bericht zur Zukunft der Automobilindustrie dem Unternehmen BYD Auto einen hohen Integrationsgrad und eine hohe Wertschöpfungstiefe im Bereich der für Elektrofahrzeuge notwendigen Batterienherstellung.

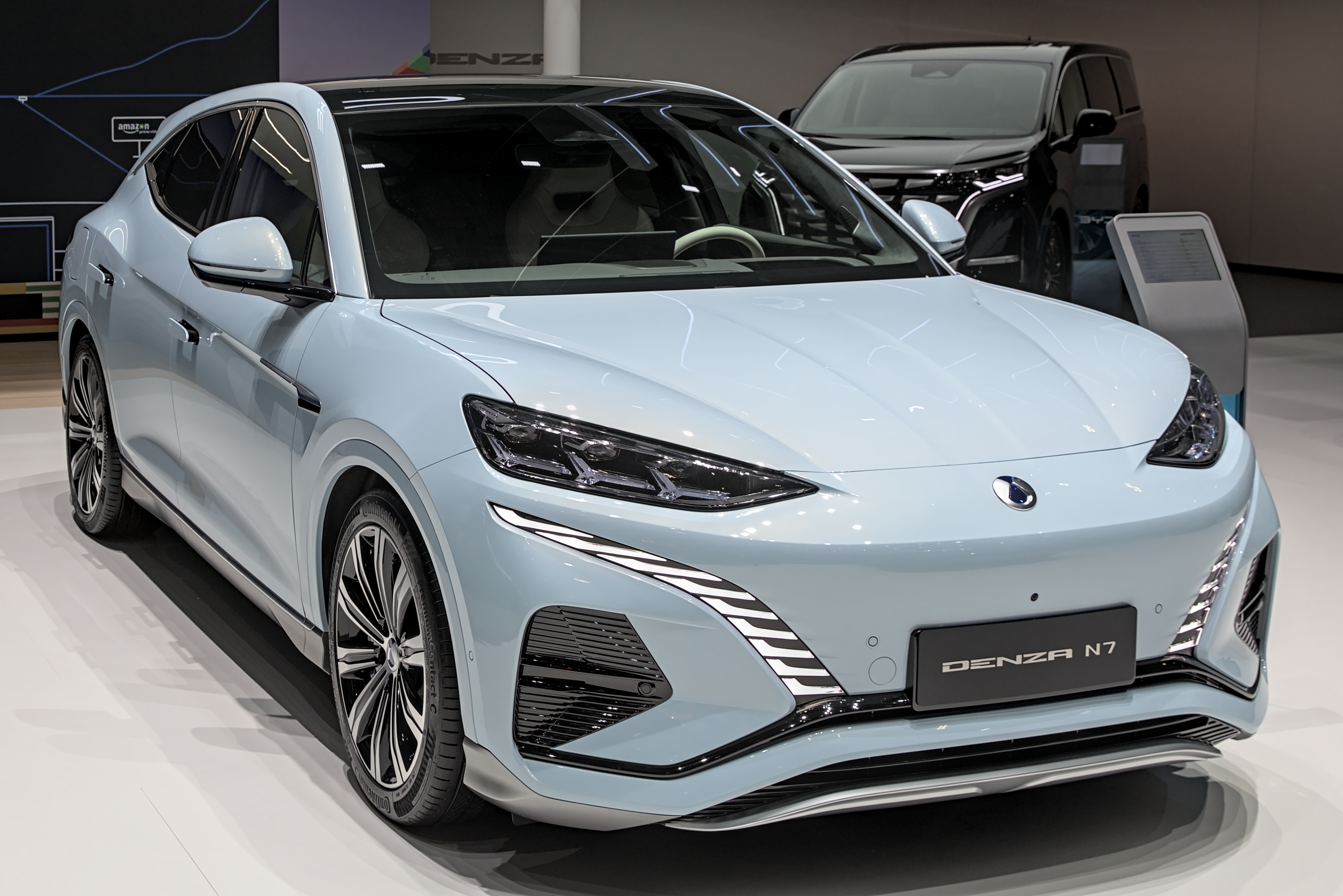
Denza N7 (2024)

Als Joint Venture zwischen BYD Auto und der Daimler AG wurde 2011 Shenzhen Denza New Energy Automotive gegründet. Dabei hielten zunächst beide Unternehmen 50 Prozent der Anteile. 2022 trat die Daimler AG einen Großteil seiner Anteile an BYD Auto ab. Seitdem steigen die Verkaufszahlen der Automarke Denza deutlich an und 2024 trennte sich die Daimler AG schließlich auch von den letzten zehn Prozent an Denza.
Am 29. März 2012 hat das Unternehmen vom TÜV Rheinland ein Sicherheitszertifikat für die Ladeeinrichtungen seiner Elektrofahrzeuge BYD ebus und BYD e6 erhalten, das die angestrebte Vermarktung dieser Produkte auf dem europäischen und amerikanischen Markt vereinfacht.
Im selben Jahr erweiterte BYD sein Geschäftsfeld um die Produktion von Gabelstaplern und Niederhubwagen. Auf einem neu erschlossenen Gelände im Industriepark Shaoguan entstand auf 100.000 m² eine Fabrik mit Fertigungskapazitäten für 50.000 Fahrzeuge pro Jahr. 2016 erhielt das Unternehmen auf der Leitmesse CeMAT in Hannover von dem unter Schirmherrschaft des Bundesministeriums für Wirtschaft und Energie stehenden IFOY Award die Auszeichnung „Weltbester Stapler des Jahres“.
2014 erweiterte das Unternehmen sein Angebot an Elektrofahrzeugen um die Elektrolastkraftwagen T5 und T7 sowie die weltweit erste Elektro-Sattelzugmaschine T9. BYD-Elektrolastkraftwagen werden seit September 2016 in größerer Stückzahl als Großkehrmaschine zur Reinigung der Straßen der chinesischen Hauptstadt Peking eingesetzt.
Unternehmen aus dem Bereich der Batterietechnik verfügen über einen Innovationsvorteil bei der Neuentwicklung von Elektrofahrzeugen gegenüber traditionellen Automobilkonzernen, die eher an der Verbesserung des herkömmlichen Verbrennungsmotors sowie des (bei Elektrofahrzeugen nicht vorhandenen) Antriebsstranges (Getriebe, Kupplung, Abgasminderung) festhalten. In der ersten Jahreshälfte 2016 vervielfachte das Unternehmen den Gewinn um 384 %.
2016 wurde der deutsche Autodesigner Wolfgang Egger als Chefdesigner angestellt, der davor für das Design von Audi und Lamborghini verantwortlich war.
Anfang Mai 2020 verkündete das Unternehmen, noch im selben Jahr in Europa Fahrzeuge verkaufen zu wollen. Zum Start kam der BYD Tang schließlich im August 2021 auf den norwegischen Markt, der weltweit zu den führenden für Elektroautos gehört.
2021 hat das Unternehmen nach eigenen Angaben weltweit nahezu 600.000 Elektro-PKW verkauft. Im März 2022 stellte BYD die Produktion von reinen Verbrennermodellen ein. Seitdem werden nur noch Plug-in-Hybride und Elektroautos gebaut.
Auf dem Pariser Autosalon im Oktober 2022 stellte der Hersteller weitere Modelle für Europa vor. Zu nennen sind hier der BYD Han, der BYD Seal und der BYD Atto 3.

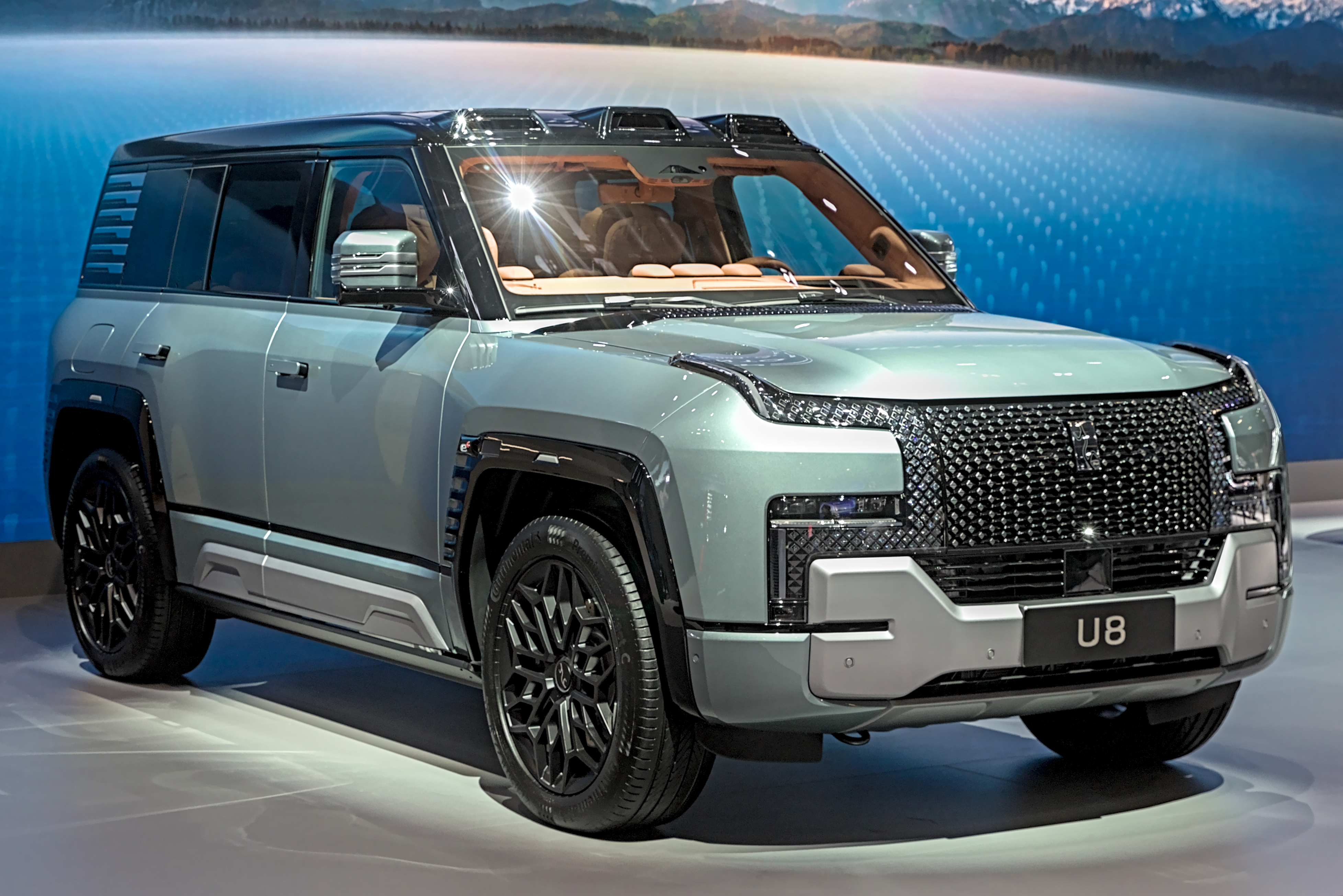
Yangwang U8 (2023)

Die Marke Yangwang wurde im Januar 2023 eingeführt, auf dem Genfer Auto-Salon im Februar 2024 wurde sie auch in Europa vorgestellt.
BYD Auto löste erstmals im ersten Quartal 2023 Volkswagen bei den Verkaufszahlen als Marktführer in China ab.

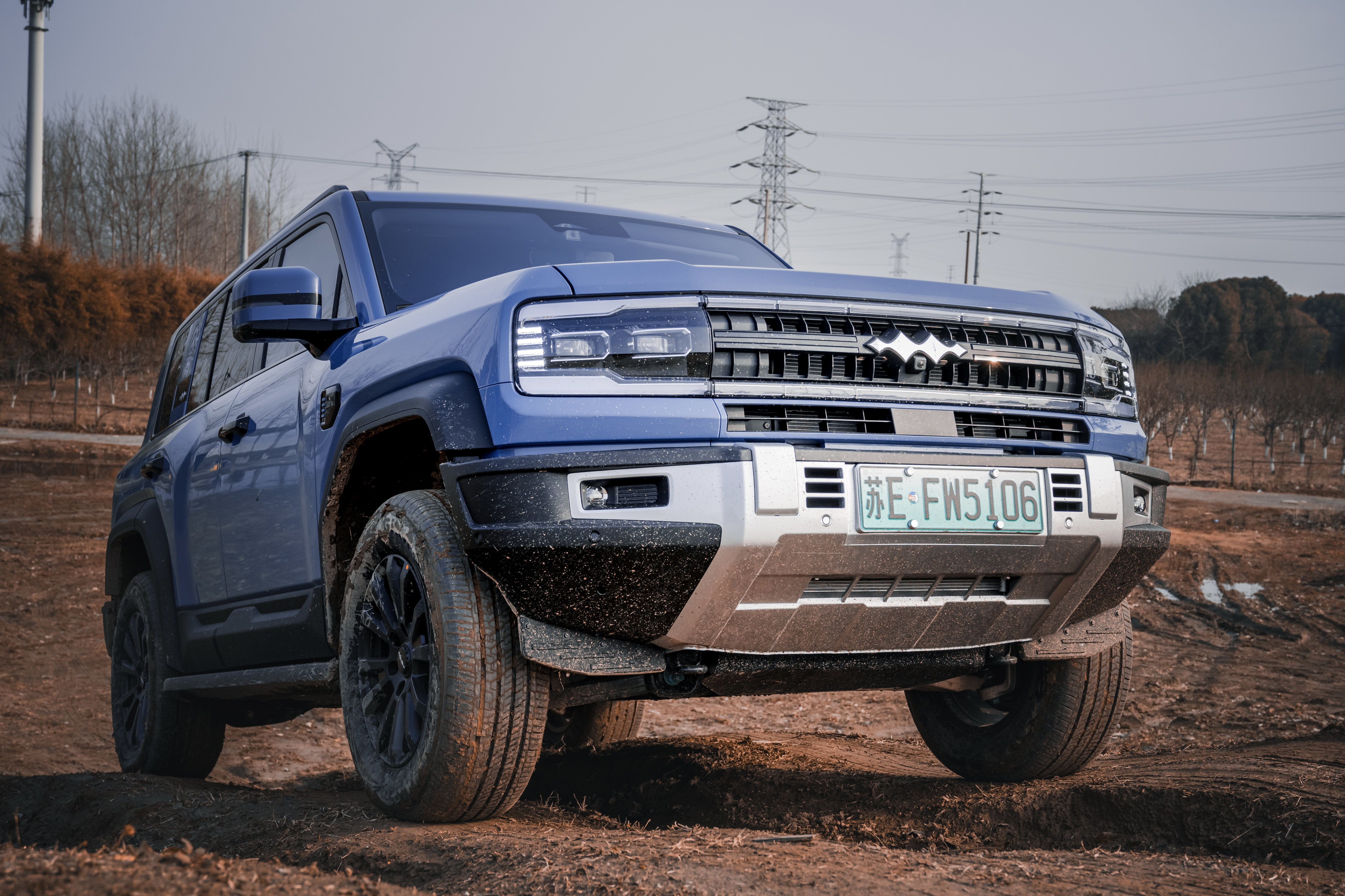
Fang Cheng Bao Leopard 5 (2023)

Im August 2023 wurde mit dem Leopard 5 das erste Modell der neuen Premiummarke Fang Cheng Bao (方程豹) vorgestellt.
Laut eigenen Angaben verkaufte BYD im Jahr 2024 bereits 4,25 Millionen Autos, darunter 1,76 Millionen reine Elektrofahrzeuge. Der Umsatz lag 2024 bei knapp über 100 Milliarden Euro. Das Unternehmen profitiert von Subventionen der chinesischen Regierung und strebt nun einen globalen Absatz von bis zu sechs Millionen Fahrzeugen pro Jahr an. Mitte 2025 werden Informationen über Überproduktion bei BYD bekannt.

### Aufbau des Händlernetzes in Deutschland

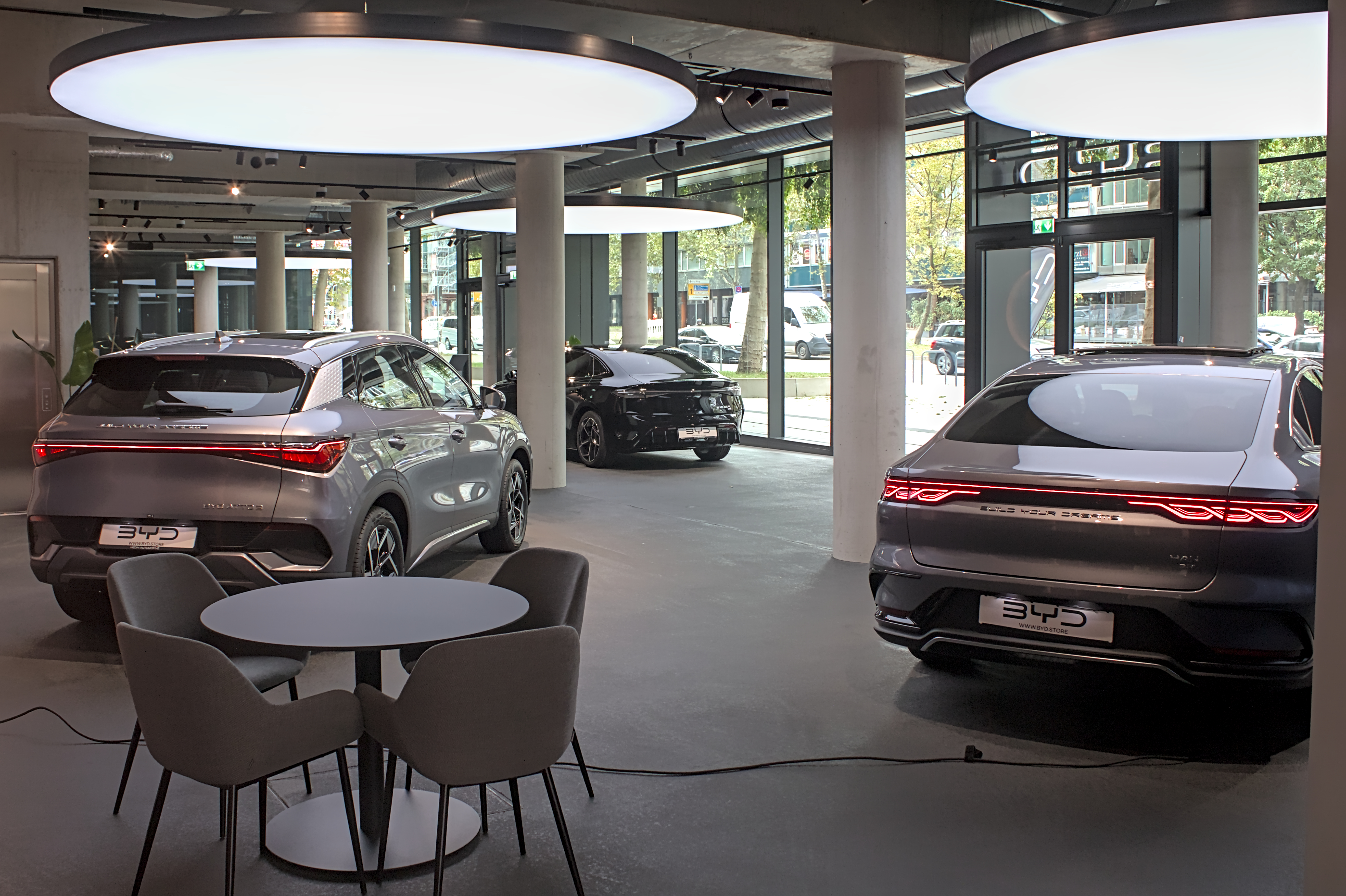
BYD Store Stuttgart

Im Oktober 2022 wurden die Pläne für das Händlernetz in Deutschland vorgestellt, dazu gehören Händler mit deutschen Premium-Marken, wobei die BYD-Fahrzeuge einen eigenen Verkaufsraum erhalten. Zudem sollen in den wichtigsten Großstädten in sehr guten Lagen „Flagship-Stores“ entstehen. Im Januar 2023 wurde dann der erste Ausstellungsraum in Deutschland eröffnet. Nachdem bis Ende 2023 weitere Händler BYD-Fahrzeuge in Deutschland anboten, wurde Anfang Februar 2024 ein „Flagship-Store“ im Frankfurter Bankenviertel in der Nähe der Alten Oper eröffnet. Im März 2025 gab es deutschlandweit 29 Händler mit Vertriebs- bzw. 25 mit Servicestandorten. Im August 2025 gab der Automobilhersteller bekannt, seine Deutschland-Zentrale nach Offenbach am Main zu verlegen. Auf den mehr als 2.000 Quadratmetern Ausstellungsfläche findet sich ein Showroom mit Galerie und über sieben Metern Deckenhöhe, um die vollelektrischen Modelle zu präsentieren.

### Schiffsflotte von Autotransportern
BYD betreibt seit 2024 eine eigene Flotte von Autotransportern, diese sind bei der BYD Hong Kong Ltd. registriert. Am 27. Februar 2024 kam in Bremerhaven der erste BYD-eigene Frachter mit 3000 Fahrzeugen an; BYD hat acht dieser Schiffe geplant. Im Januar 2025 wurde nach der BYD Explorer No. 1 und der BYD Changzhou mit der BYD Hefei und das dritte und vierte Schiff in die Flotte aufgenommen. Bei einer Gesamtlänge von 219 Meter fassen zwei der Frachter bis zu 7000 Fahrzeuge.

## Fahrzeug-Plattformen
BYD entwickelte für die Fahrzeuge Komponenten-Plattformen, etwa die Plattform BYD DM (dual-mode) für Hybrid-Fahrzeuge ab 2008. Die Plattformen DM 2.0 wurde 2013 eingeführt, die mit DM 3.0 ein Leistungs-Upgrade erhielt. Mit der vierten Generation ab 2021 wurden zwei Varianten DM-i und DM-p eingeführt, wobei die frontgetriebene DM-i effizienz-orientiert ist, während die allradgetriebene DM-p auf Leistung hinweist. Die fünfte Plattform-Generation DM 5.0 erhielt eine Verbesserung der DM-i-Variante.

### e-Platform 3.0
Mit der „e-Platform 3.0“ führte BYD 2021 eine Plattform ausschließlich für batterieelektrische Fahrzeuge (BEV) ein. Sie basiert auf einem 800-V-Bordnetz für schnelles Laden, und standardisiert auf die eigene Blade Battery. 2024 erfolgte das Update „e-Platform 3.0 Evo“, die unter anderem die Ladezeit der Batterie verbessert.

### e-Platform 4
Die Modelle der BYD-Luxusmarke Yangwang basieren auf der e4-Plattform.

### Super-e-Platform
BYD stellte im März 2025 die neue „Super-e-Platform“ vor. Diese soll bis zu 1000 kW (bei 1000 V und 1000 A) laden können. Die Plattform enthält eine neue Generation der Blade Batterie, die sogenannte Flash Charging Battery, welche mit der Laderate von 10C beladen werden kann. Zur Plattform gehört auch ein neuer Elektromotor, der eine Drehzahl von 30.511/min erreichen können soll. Die Spitzenleistung des Motors beträgt 580 kW (778 PS) und eine Leistungsdichte von 16 kW/kg. Die Plattform verwendet Siliziumkarbid-Leistungschips mit einer Spannung von bis zu 1500 V. Zudem hat BYD Ladestationen entwickelt, die bis zu 1360 kW abgeben sollen. Die ersten davon wurden im April 2025 in China in Betrieb genommen. Ziel dieser Plattform ist es, die Dauer des Ladevorgangs eines Elektroautos vergleichbar zu machen mit der Dauer eines Tankvorgangs bei einem Auto mit Verbrennungsmotor.

## Produktionsstandorte
BYD Auto verfügt über acht Produktionsstandorte weltweit: Xi’an, Shangluo, Shaoguan, Shenzhen, Lancaster (Kalifornien), Sriperumbudur, Komárom und Allonne. In der kalifornischen Stadt Lancaster werden Elektrolastkraftwagen und der BYD ebus gefertigt. Zusammen mit dem Unternehmen Alexander Dennis (ADL) werden in der schottischen Stadt Falkirk Batteriebusse hauptsächlich für den britischen Markt gefertigt. In der ungarischen Stadt Komárom wurde im Frühjahr 2017 die erste Automobilfabrik des Unternehmens auf dem europäischen Kontinent eröffnet. Zunächst war eine jährliche Montage von 200 Elektrobussen sowie von Elektro-Gabelstaplern vorgesehen. Nach Erweiterung sollen auch Elektrolastkraftwagen für den europäischen Markt gefertigt werden. Das Werk wird als Tochterunternehmen unter der Bezeichnung BYD Electric Bus & Truck Hungary Kft geführt.
Der Aufbau eines Werks im usbekischen Jizzax begann im Dezember 2022. Im Juni 2024 lief dort das erste Pkw-Modell von BYD außerhalb Chinas vom Band.
2023 wurde angekündigt, dass 2025 die Produktion in einem Werk in Camaçari, Brasilien starten soll. Im Sommer 2025 wurde der Produktionsstart auf Dezember 2026 verschoben. Im Dezember 2023 wurde das erste Werk in Europa, in Szeged, Ungarn, angekündigt. Die Produktion soll Ende 2025 starten.
Im Juli 2024 wurde ein Werk in der Türkei angekündigt. Hier soll die Produktion 2026 starten.

## Modelle
Kleinstwagen
- BYD Flyer (2003–2008)
- BYD F0
- BYD e1 (Elektroauto)

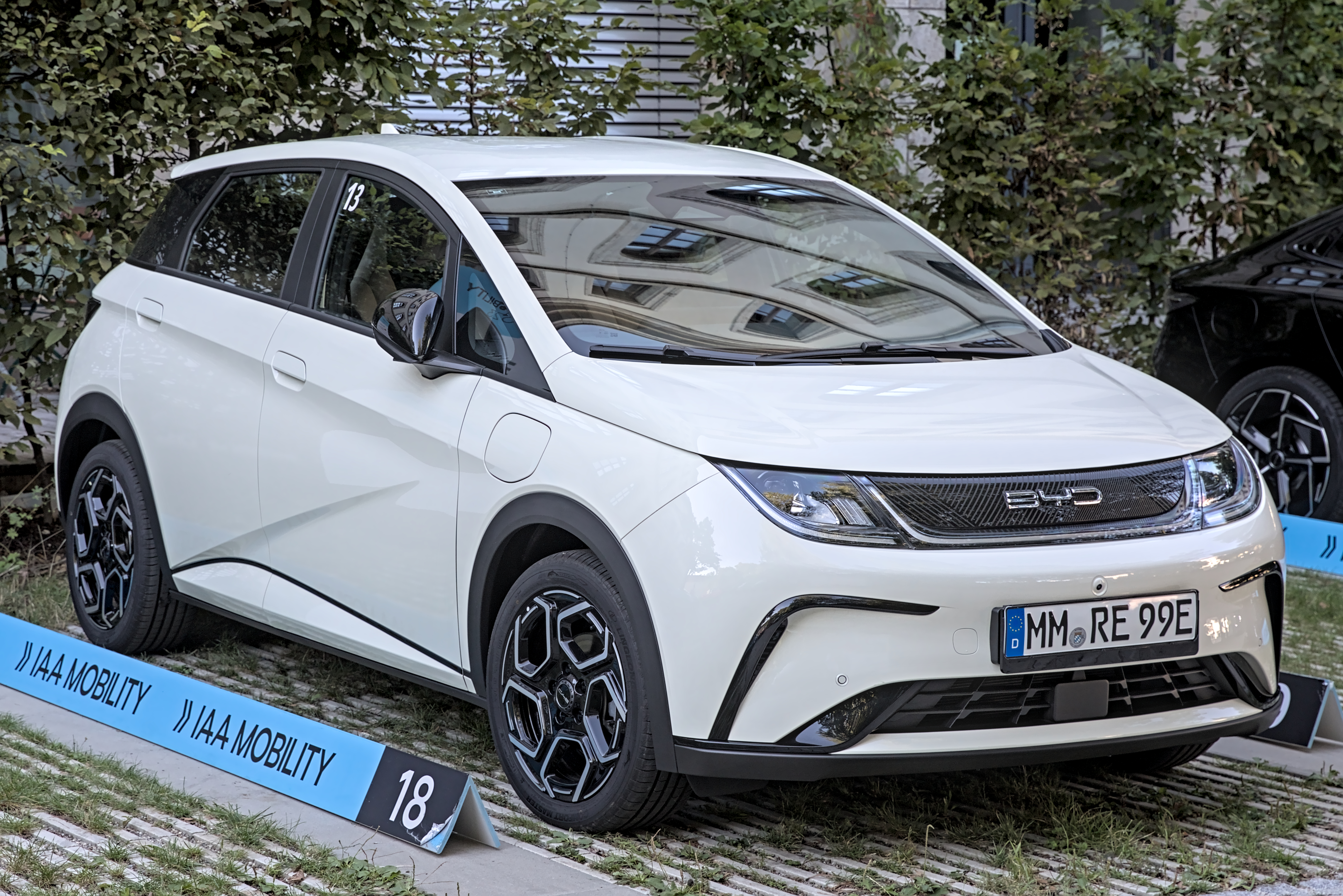
BYD Dolphin auf der IAA 2023

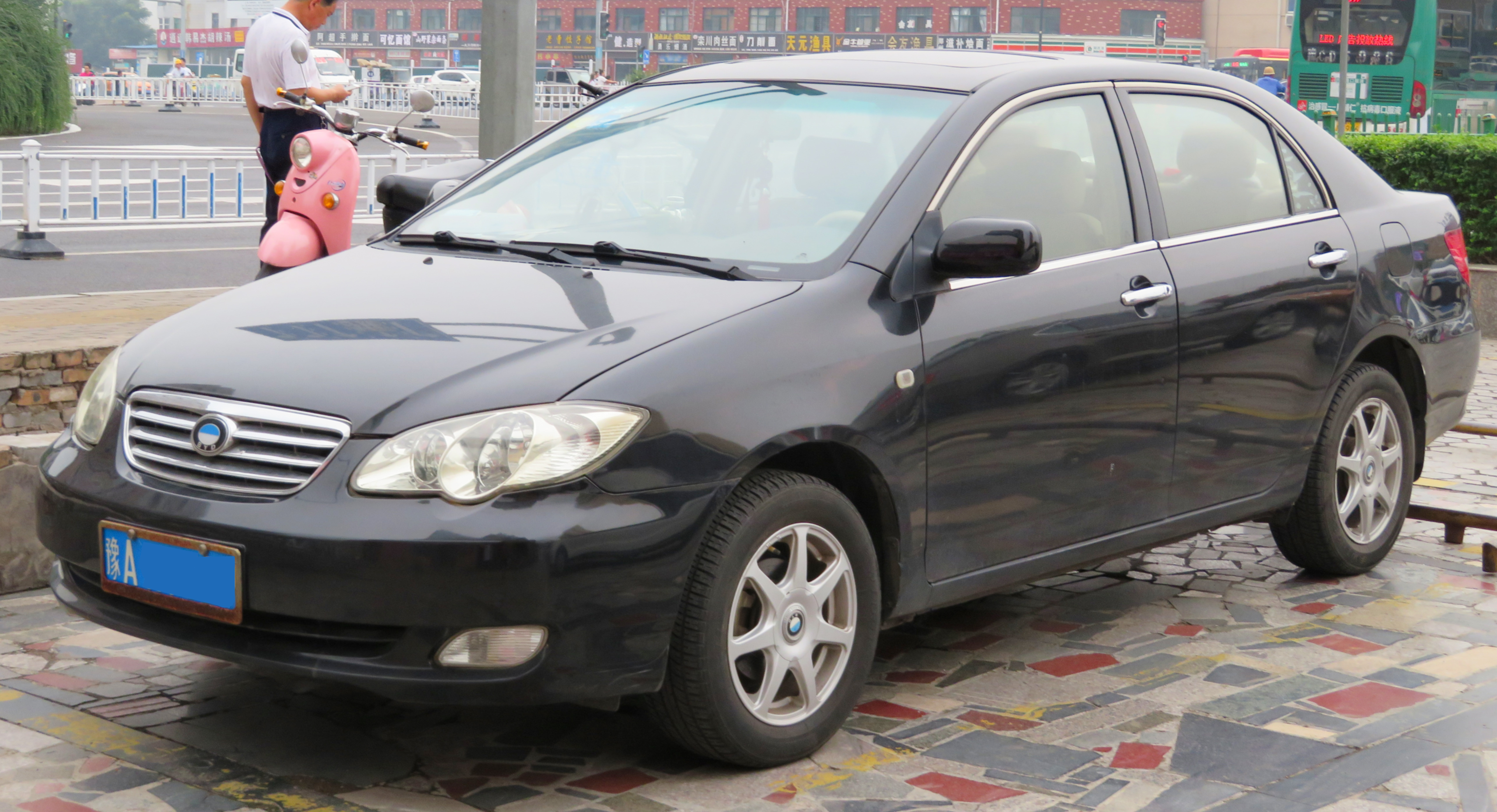
BYD F3 (2005)

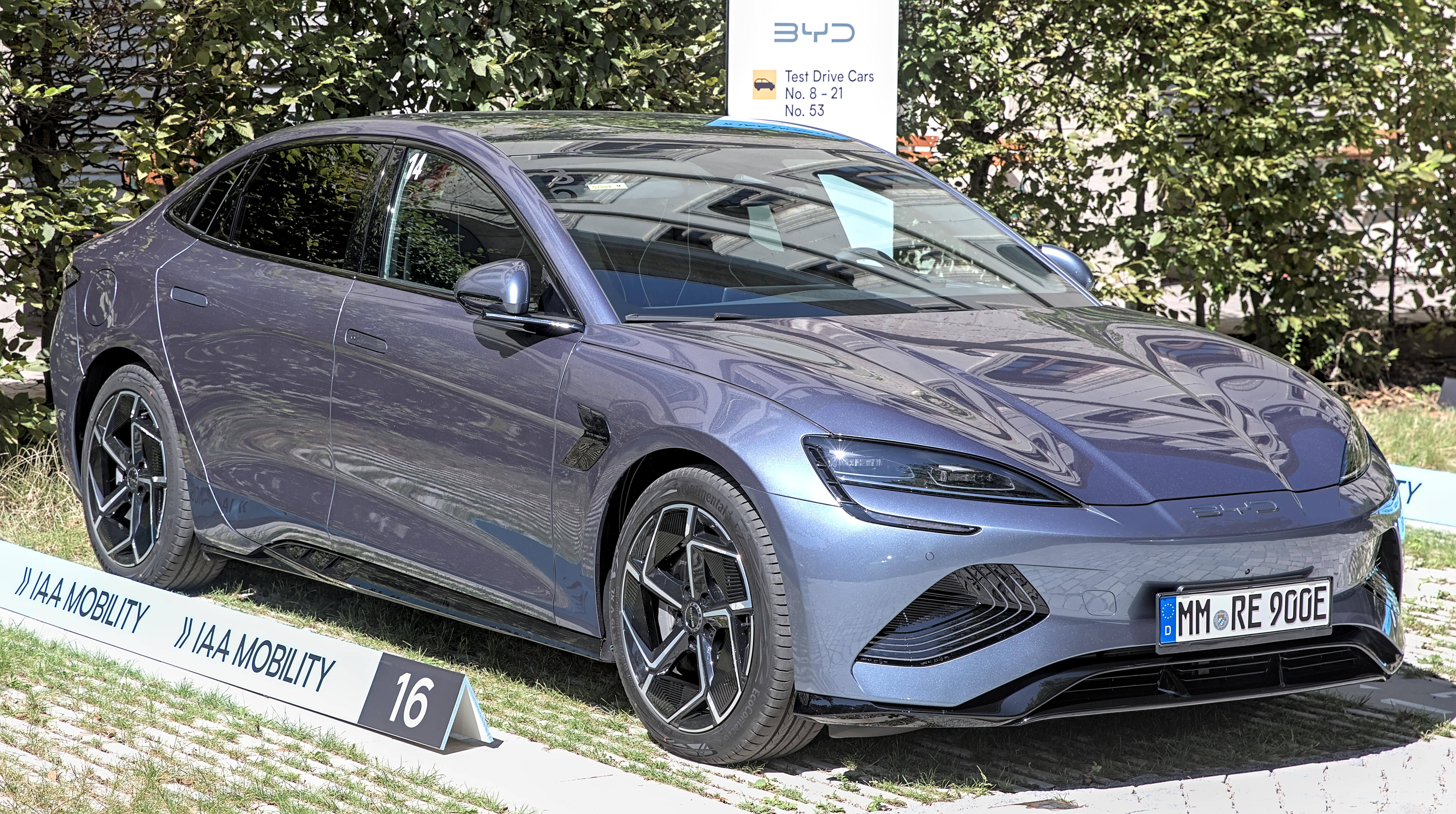
BYD Seal auf der IAA 2023

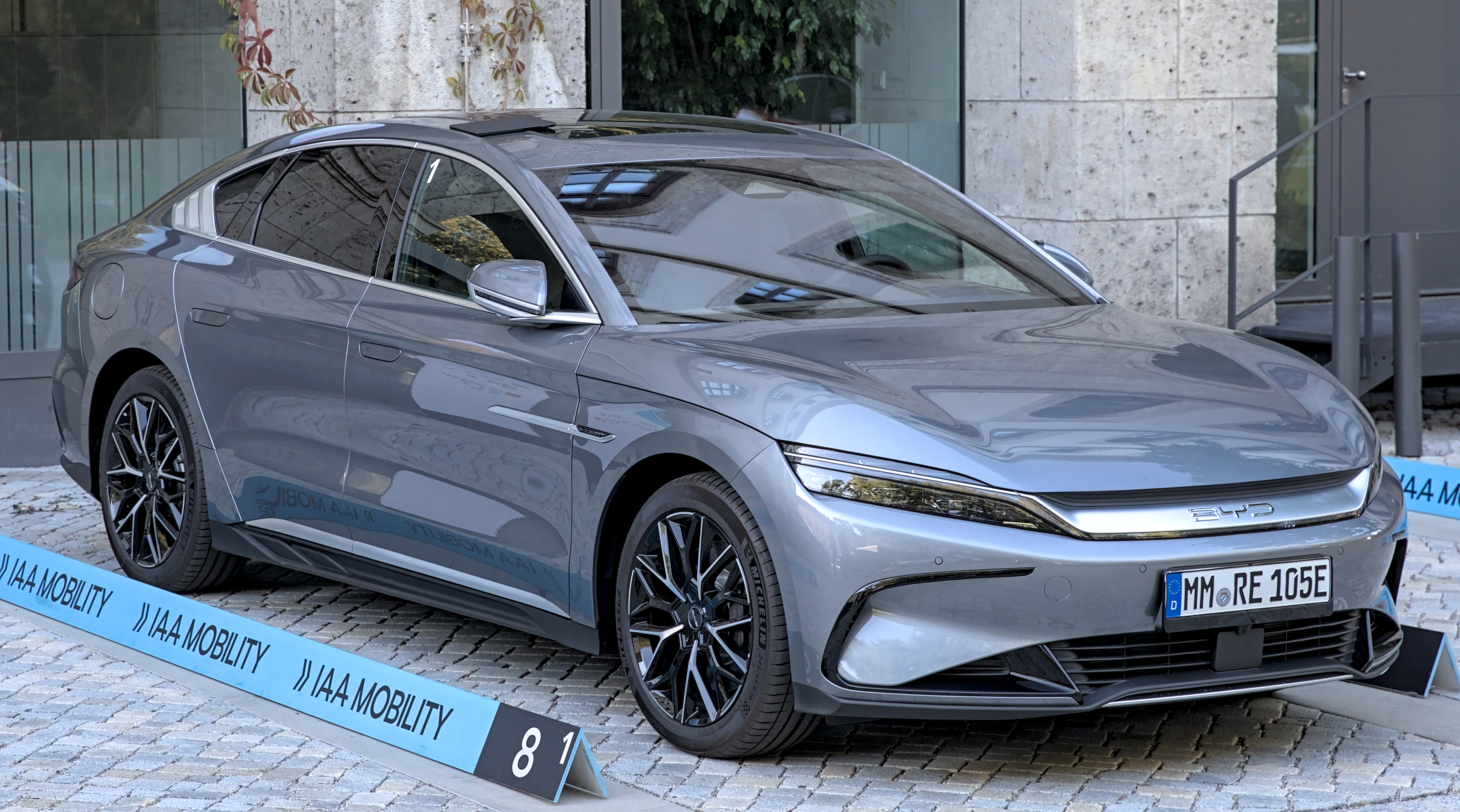
BYD Han auf der IAA 2023

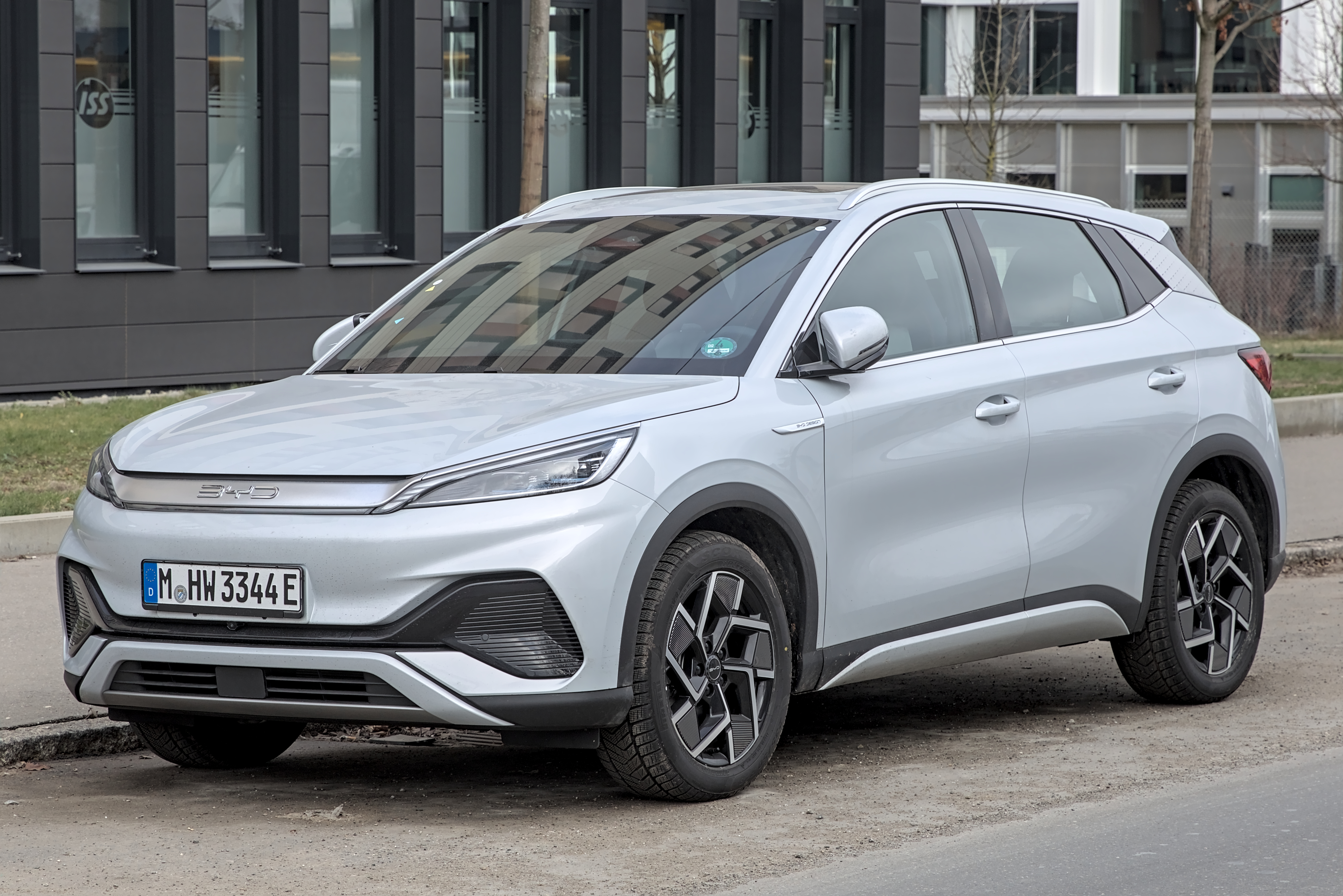
BYD Atto 3 (2022)

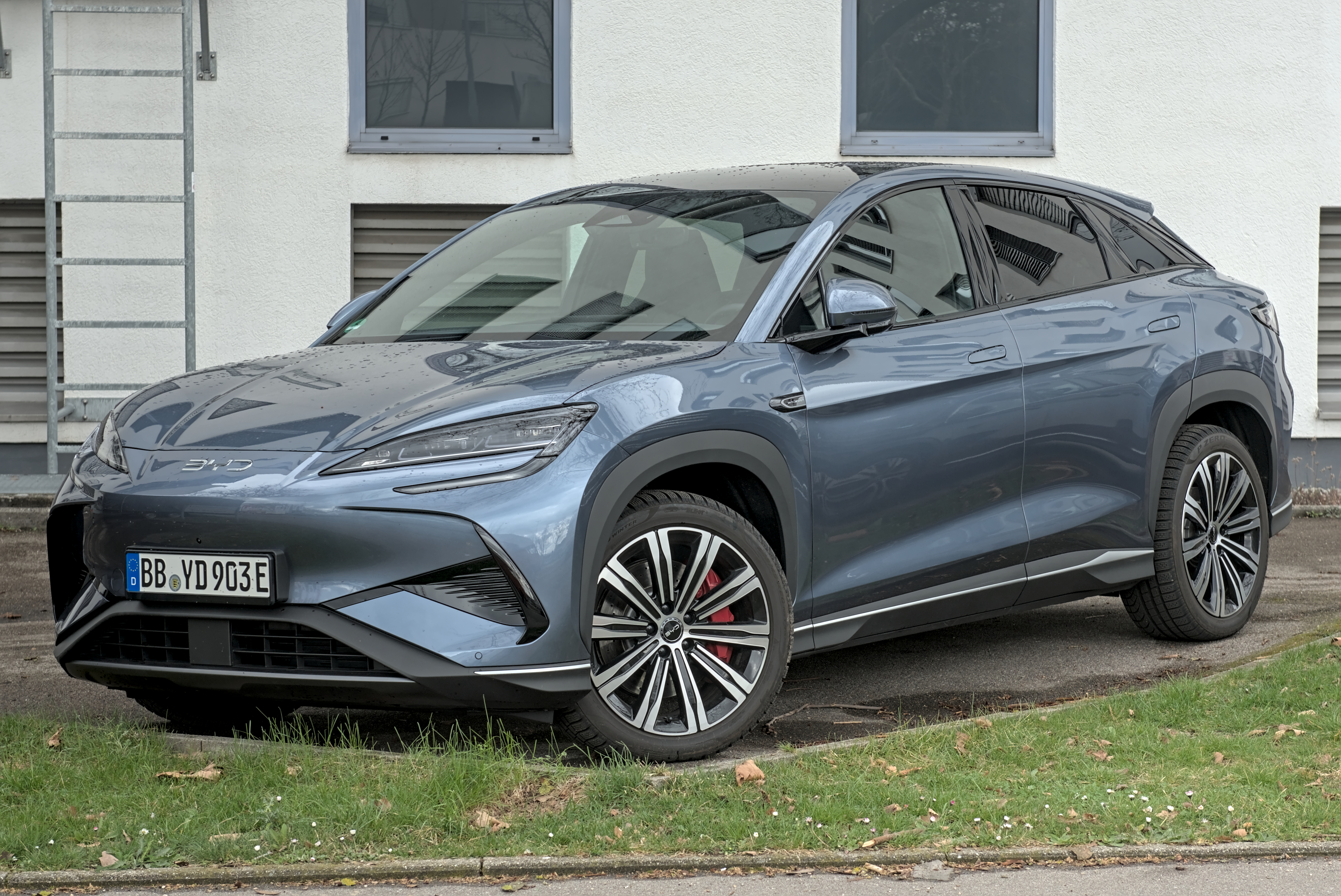
BYD Sealion 7 (2024)

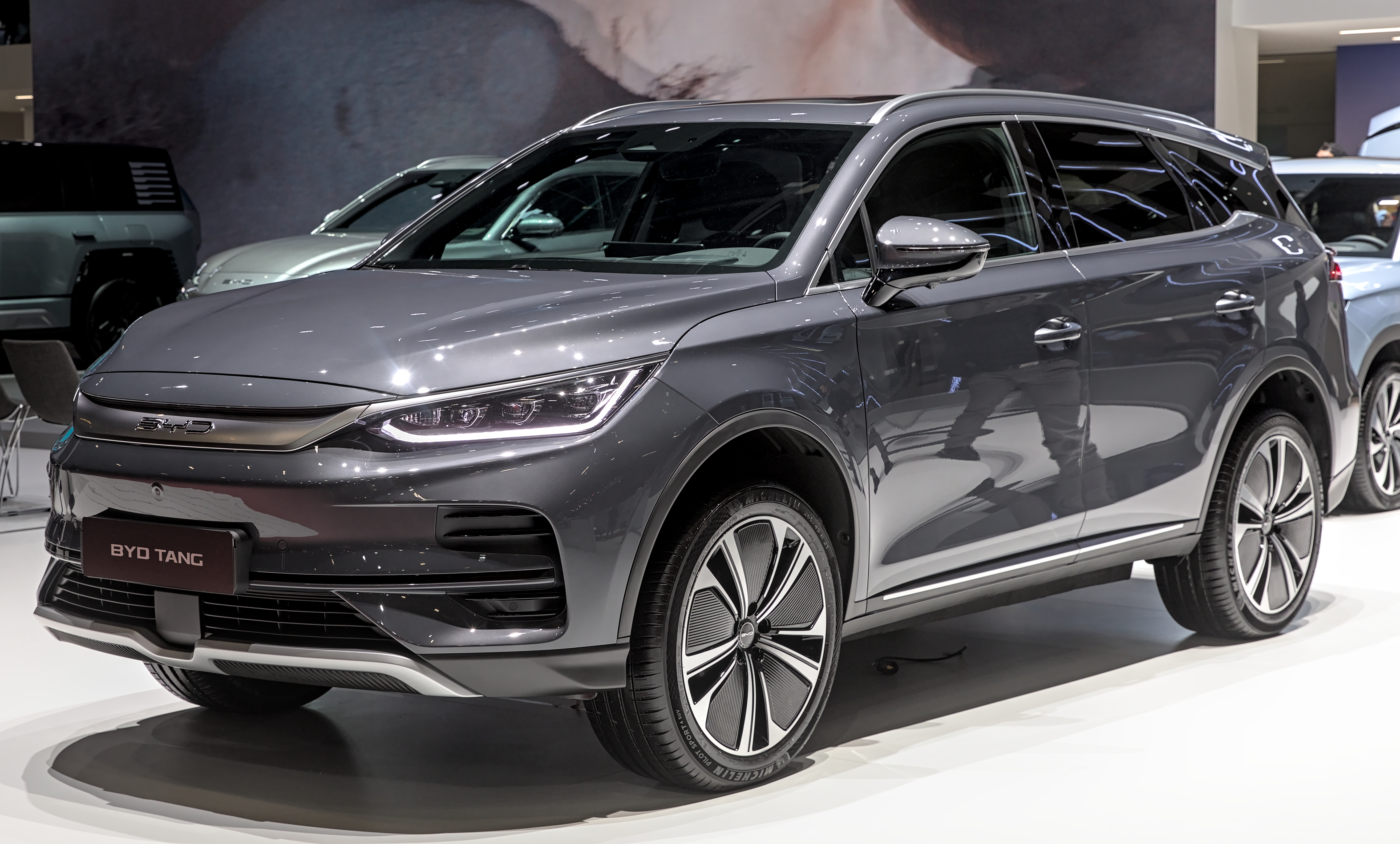
BYD Tang (2024)

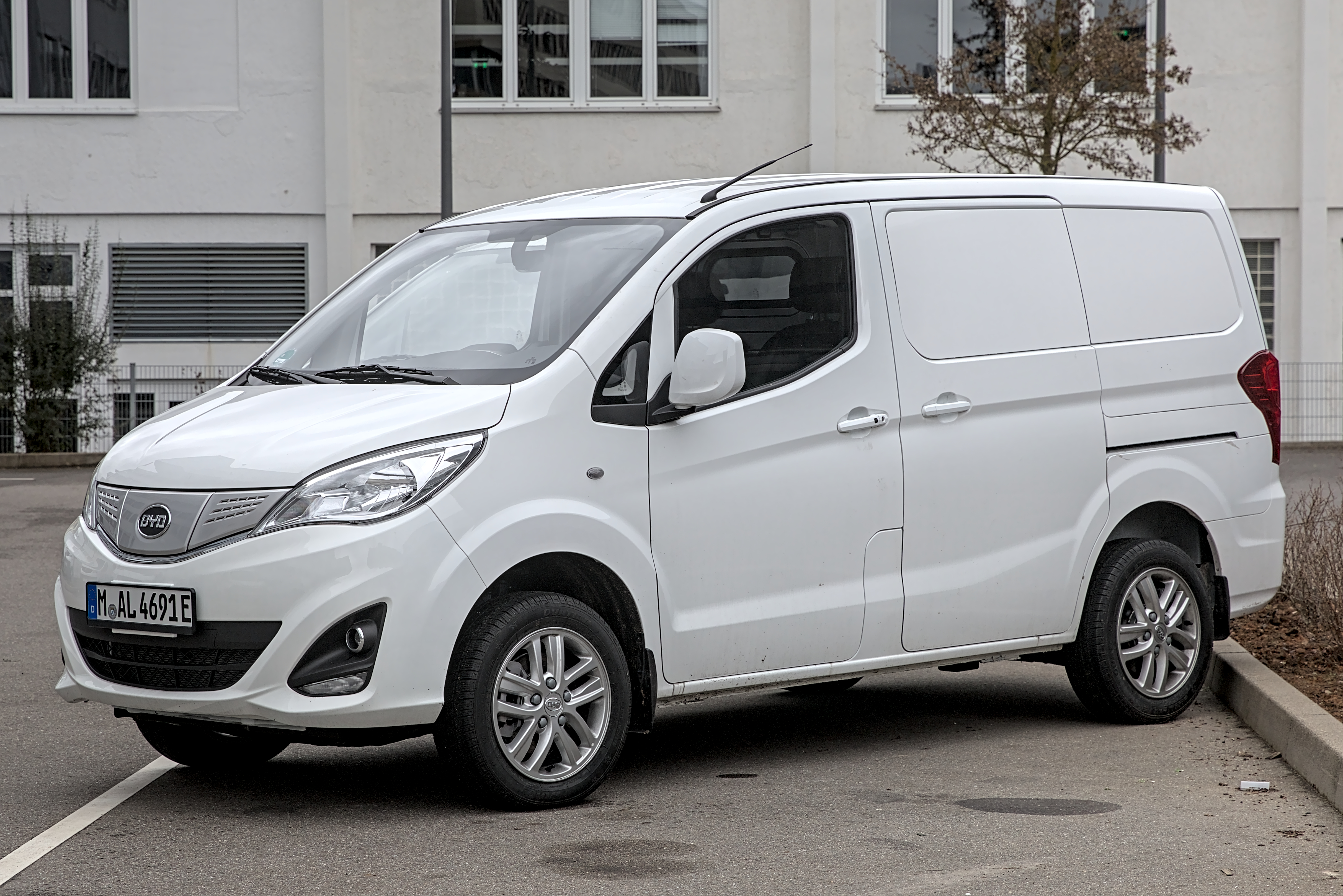
BYD T3 (2023)

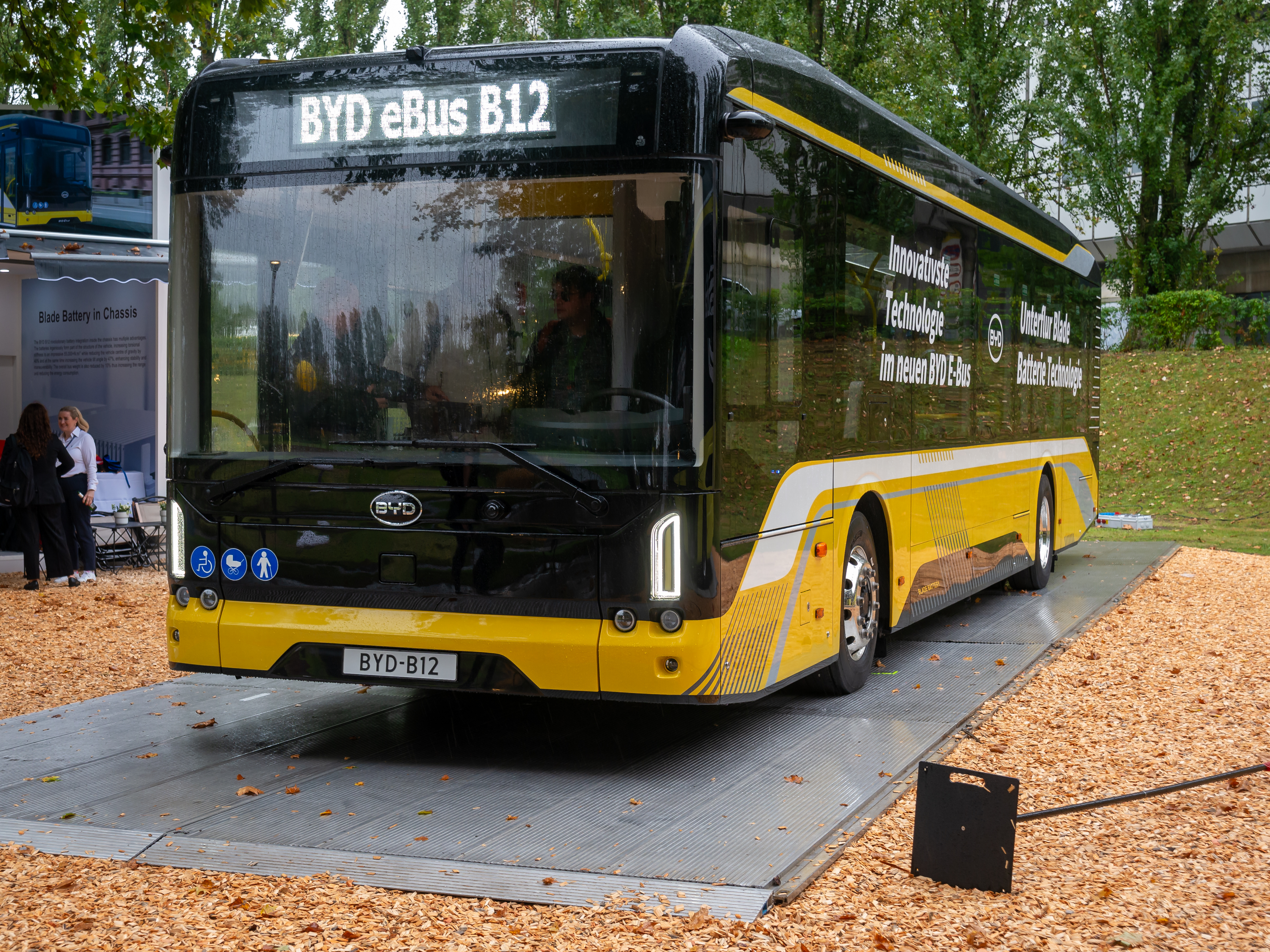
BYD ebus B12

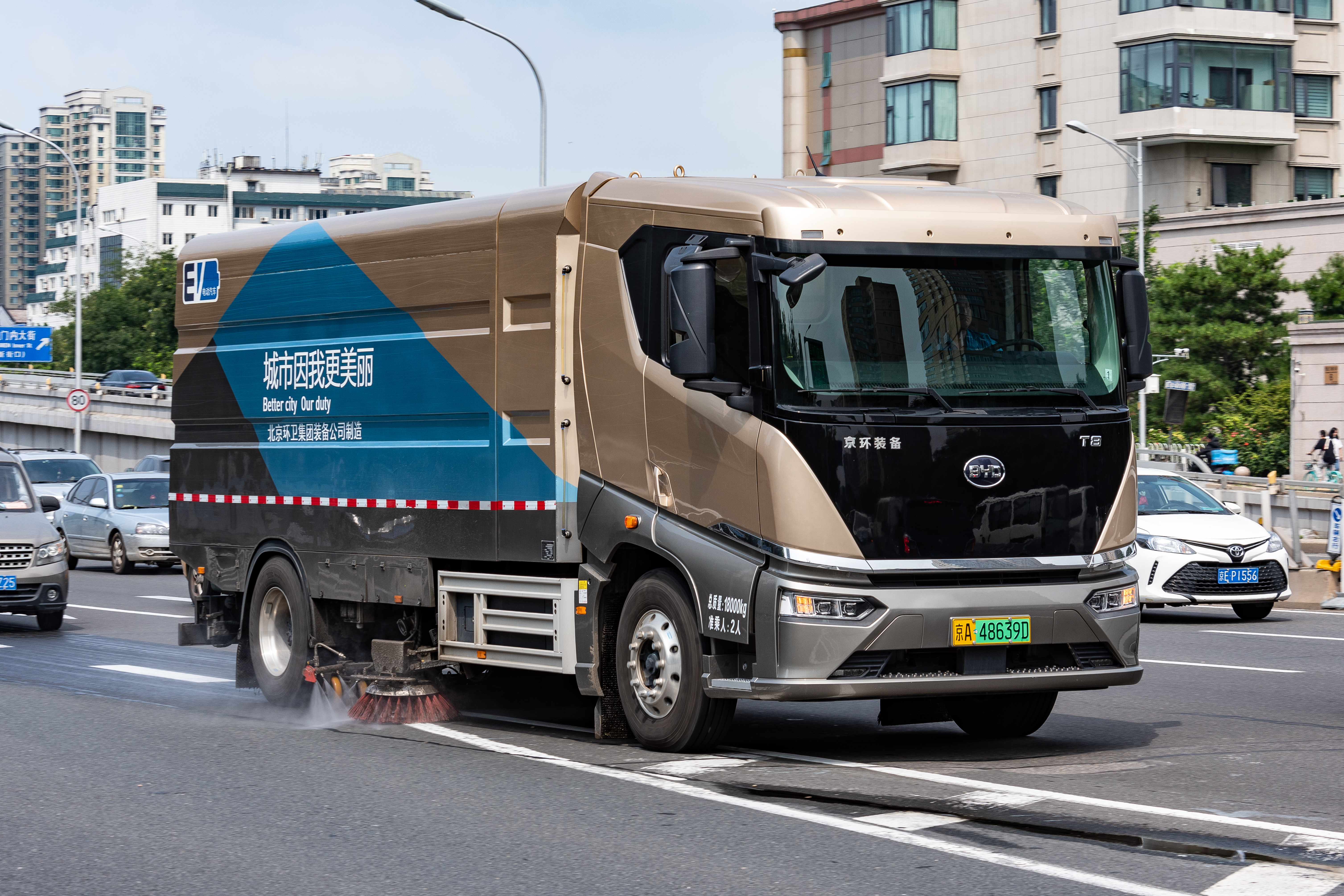
BYD-T8-Kehrmaschine

- BYD Dolphin Surf (Elektroauto, in China als Seagull)

Kleinwagen
- BYD Dolphin (Elektroauto)

Kompaktklasse
- BYD D1 (Elektroauto)
- BYD e2 (Elektroauto)
- BYD e3 (Elektroauto)
- BYD F3 (Stufenheck)
- BYD F3R (Schrägheck)
- BYD G3 (Stufenheck, verlängert)
- BYD L3 (Stufenheck, gehobene Ausstattung)
- BYD F3DM (Hybridfahrzeug, 2008–2013)
- BYD Seal 06 GT (Schrägheck)

Mittelklasse
- BYD Destroyer 05 (2022–2025)
- BYD e5 (2016–2020)
- BYD e7 (ab 2025)
- BYD F6 (2008–2012)
- BYD G6 (2011–2018)
- BYD Qin (seit 2013)
- BYD Qin L (seit 2024)
- BYD Seal (seit 2022)
- BYD Seal 05 (seit 2025)
- BYD Seal 06 (seit 2024)
- BYD Seal 08 (ab 2025)
- BYD Si Rui (2013–2015)
- BYD Su Rui (2012–2018)
- BYD S8 (Coupé, 2010–2011)

Obere Mittelklasse
- BYD Han (Plug-in-Hybrid) / Han EV (Elektroauto) / BYD e9 (Elektroauto)
- BYD Han L
- BYD Seal 07 (vorher benannt als Destroyer 07)

SUV
- BYD Atto 2 (in China als Yuan Up)
- BYD Atto 3 (in China als Yuan Plus)
- BYD e6 (Crossover-Elektroauto)
- BYD Frigate 07
- BYD S2
- BYD S6 (SUV mit herkömmlichen Verbrennungsmotor)
- BYD S7 (SUV mit herkömmlichen Verbrennungsmotor)
- BYD Sealion 05
- BYD Sealion 06
- BYD Sealion 07
- BYD Song
- BYD Song L
- BYD Song Plus (auch benannt als BYD Seal U)
- BYD Tang (Plug-in-Hybrid) / Tang EV (Elektroauto)
- BYD Tang L
- BYD Yuan / Yuan Pro

Pick-up
- BYD Shark

Van
- BYD e-Vali
- BYD M6
- BYD Song Max
- BYD T3
- BYD Xia

Linienbus
- BYD ebus (auch: BYD K9), Batteriebusse, seit 2014 auch als Gelenkbus, seit 2016 auch als Doppeldeckerbus

Reisebus
- BYD C9, der weltweit erste rein elektrische Reisebus (seit 2016)

Lastkraftwagen
- BYD T5, ein Elektrolastkraftwagen für 7,5 t zulässiges Gesamtgewicht
- BYD T7, ein Elektrolastkraftwagen für 10,7 t zulässiges Gesamtgewicht
- BYD T8, eine Elektro-Terminal-Zugmaschine mit einem zulässigen Gesamtgewicht von rund 46 t
- BYD T9, die weltweit erste, dreiachsige, rein elektrische Sattelzugmaschine (derzeit nur in Asien und den USA vermarktet)[61]

Gabelstapler
- verschiedene Modelle mit Elektromotor bis zu einer Tragfähigkeit von 3,5 t

Niederhubwagen
- mit Elektromotor bis zu einer Tragfähigkeit von 2 t

 Müllwagen 
- vollautomatischer Elektromüllwagen – basierend auf der T8-Lastkraftwagentechnologie – mit 188 Kilowattstunden Akku-Kapazität.[62] Die Reichweite einer Akkuladung beträgt bis zu 200 Kilometer.[63]

| Zeitleiste der BYD-Modelle seit 2003 | Zeitleiste der BYD-Modelle seit 2003 | Zeitleiste der BYD-Modelle seit 2003 | Zeitleiste der BYD-Modelle seit 2003 | Zeitleiste der BYD-Modelle seit 2003 | Zeitleiste der BYD-Modelle seit 2003 | Zeitleiste der BYD-Modelle seit 2003 | Zeitleiste der BYD-Modelle seit 2003 | Zeitleiste der BYD-Modelle seit 2003 | Zeitleiste der BYD-Modelle seit 2003 | Zeitleiste der BYD-Modelle seit 2003 | Zeitleiste der BYD-Modelle seit 2003 | Zeitleiste der BYD-Modelle seit 2003 | Zeitleiste der BYD-Modelle seit 2003 | Zeitleiste der BYD-Modelle seit 2003 | Zeitleiste der BYD-Modelle seit 2003 | Zeitleiste der BYD-Modelle seit 2003 | Zeitleiste der BYD-Modelle seit 2003 | Zeitleiste der BYD-Modelle seit 2003 | Zeitleiste der BYD-Modelle seit 2003 | Zeitleiste der BYD-Modelle seit 2003 | Zeitleiste der BYD-Modelle seit 2003 | Zeitleiste der BYD-Modelle seit 2003 | Zeitleiste der BYD-Modelle seit 2003 |
| ------------------------------------ | ------------------------------------ | ------------------------------------ | ------------------------------------ | ------------------------------------ | ------------------------------------ | ------------------------------------ | ------------------------------------ | ------------------------------------ | ------------------------------------ | ------------------------------------ | ------------------------------------ | ------------------------------------ | ------------------------------------ | ------------------------------------ | ------------------------------------ | ------------------------------------ | ------------------------------------ | ------------------------------------ | ------------------------------------ | ------------------------------------ | ------------------------------------ | ------------------------------------ | ------------------------------------ |
| Typ                                  | 2000er                               | 2000er                               | 2000er                               | 2000er                               | 2000er                               | 2000er                               | 2000er                               | 2010er                               | 2010er                               | 2010er                               | 2010er                               | 2010er                               | 2010er                               | 2010er                               | 2010er                               | 2010er                               | 2010er                               | 2020er                               | 2020er                               | 2020er                               | 2020er                               | 2020er                               | 2020er                               |
| Typ                                  | 3                                    | 4                                    | 5                                    | 6                                    | 7                                    | 8                                    | 9                                    | 0                                    | 1                                    | 2                                    | 3                                    | 4                                    | 5                                    | 6                                    | 7                                    | 8                                    | 9                                    | 0                                    | 1                                    | 2                                    | 3                                    | 4                                    | 5                                    |
| Kleinstwagen                         | Flyer                                | Flyer                                | Flyer                                | Flyer                                | Flyer                                | F0                                   | F0                                   | F0                                   | F0                                   | F0                                   | F0                                   | F0                                   | F0                                   | F0                                   | F0                                   | F0                                   | e1                                   | e1                                   | e1                                   |                                      | Dolphin Surf                         | Dolphin Surf                         | Dolphin Surf                         |
| Kleinwagen                           |                                      |                                      |                                      |                                      |                                      |                                      |                                      |                                      |                                      |                                      |                                      |                                      |                                      |                                      |                                      |                                      |                                      |                                      | Dolphin                              | Dolphin                              | Dolphin                              | Dolphin                              | Dolphin                              |
| Kompakt- klasse                      |                                      |                                      | F3                                   | F3                                   | F3                                   | F3                                   | F3                                   | F3                                   | F3                                   | F3                                   | F3                                   | F3                                   | F3                                   | F3                                   | F3                                   | F3                                   | F3                                   | F3                                   | F3                                   | F3                                   |                                      |                                      |                                      |
| Kompakt- klasse                      |                                      |                                      |                                      |                                      | F3R                                  | F3R                                  | F3R                                  | F3R                                  | F3R                                  | F3R                                  | F3R                                  |                                      |                                      |                                      |                                      |                                      | e2                                   | e2                                   | e2                                   | e2                                   | e2                                   | e2                                   | e2                                   |
| Kompakt- klasse                      |                                      |                                      |                                      |                                      |                                      | G3                                   |                                      |                                      |                                      |                                      |                                      |                                      |                                      |                                      |                                      |                                      |                                      |                                      |                                      |                                      |                                      |                                      |                                      |
| Kompakt- klasse                      |                                      |                                      |                                      |                                      |                                      |                                      |                                      | L3                                   | L3                                   | L3                                   | L3                                   | L3                                   | L3                                   |                                      |                                      |                                      | e3                                   | e3                                   | e3                                   | e3                                   | e3                                   | e3                                   | e3                                   |
| Kompakt- klasse                      |                                      |                                      |                                      |                                      |                                      |                                      |                                      |                                      |                                      |                                      |                                      |                                      |                                      |                                      |                                      |                                      | D1                                   |                                      |                                      |                                      |                                      |                                      |                                      |
| Kompakt- klasse                      |                                      |                                      |                                      |                                      |                                      |                                      |                                      |                                      |                                      |                                      |                                      |                                      |                                      |                                      |                                      |                                      |                                      |                                      |                                      |                                      | Seal 06 GT                           |                                      |                                      |
| Mittelklasse                         |                                      |                                      |                                      |                                      |                                      | F3DM                                 | F3DM                                 | F3DM                                 | F3DM                                 | F3DM                                 | Qin                                  | Qin                                  | Qin                                  | Qin                                  | Qin                                  | Qin                                  | Qin                                  | Qin                                  | Qin                                  | Qin                                  | Qin                                  | Qin                                  | Qin                                  |
| Mittelklasse                         |                                      |                                      |                                      |                                      |                                      |                                      |                                      |                                      |                                      |                                      |                                      |                                      |                                      |                                      |                                      |                                      |                                      |                                      |                                      |                                      | Qin L                                |                                      |                                      |
| Mittelklasse                         |                                      |                                      |                                      |                                      |                                      |                                      |                                      |                                      |                                      |                                      |                                      |                                      |                                      |                                      |                                      |                                      |                                      |                                      |                                      |                                      |                                      | Seal 08                              |                                      |
| Mittelklasse                         |                                      |                                      |                                      |                                      |                                      |                                      |                                      |                                      |                                      | Su Rui                               | Su Rui                               | Su Rui                               | Su Rui                               | Su Rui                               | Su Rui                               | Su Rui                               |                                      |                                      |                                      | Destroyer 05                         | Destroyer 05                         | Destroyer 05                         | Seal 05                              |
| Mittelklasse                         |                                      |                                      |                                      |                                      |                                      |                                      |                                      |                                      |                                      |                                      |                                      |                                      |                                      | e5                                   | e5                                   | e5                                   | e5                                   | e5                                   |                                      | Seal                                 | Seal                                 | Seal                                 | Seal                                 |
| Mittelklasse                         |                                      |                                      |                                      |                                      |                                      |                                      |                                      |                                      |                                      |                                      |                                      | G5                                   | G5                                   | G5                                   | G5                                   |                                      |                                      |                                      |                                      |                                      |                                      | Seal 06                              | Seal 06                              |
| Mittelklasse                         |                                      |                                      |                                      |                                      |                                      |                                      |                                      |                                      |                                      |                                      |                                      |                                      |                                      |                                      |                                      |                                      |                                      |                                      |                                      |                                      |                                      | e7                                   |                                      |
| Mittelklasse                         |                                      |                                      |                                      |                                      |                                      | F6                                   | F6                                   | F6                                   | G6                                   | G6                                   | G6                                   | G6                                   | G6                                   | G6                                   | G6                                   | G6                                   |                                      |                                      |                                      |                                      |                                      |                                      |                                      |
| Obere Mittelklasse                   |                                      |                                      |                                      |                                      |                                      |                                      |                                      |                                      |                                      |                                      |                                      |                                      |                                      |                                      |                                      |                                      |                                      | Han                                  | Han                                  | Han                                  | Han                                  | Han                                  | Han                                  |
| Obere Mittelklasse                   |                                      |                                      |                                      |                                      |                                      |                                      |                                      |                                      |                                      |                                      |                                      |                                      |                                      |                                      |                                      |                                      |                                      |                                      | e9                                   | e9                                   | e9                                   | e9                                   | Han L                                |
| Obere Mittelklasse                   |                                      |                                      |                                      |                                      |                                      |                                      |                                      |                                      |                                      |                                      |                                      |                                      |                                      |                                      |                                      |                                      |                                      |                                      |                                      | Seal 07                              |                                      |                                      |                                      |
| SUV                                  |                                      |                                      |                                      |                                      |                                      |                                      |                                      |                                      |                                      |                                      |                                      |                                      | Yuan                                 | Yuan                                 | Yuan                                 | Yuan                                 | Yuan                                 | Yuan                                 | Yuan                                 | Yuan                                 | Yuan                                 | Atto 2                               | Atto 2                               |
| SUV                                  |                                      |                                      |                                      |                                      |                                      |                                      |                                      |                                      |                                      |                                      |                                      |                                      |                                      |                                      |                                      | S2                                   |                                      |                                      |                                      |                                      |                                      | Atto 2                               | Atto 2                               |
| SUV                                  |                                      |                                      |                                      |                                      |                                      |                                      |                                      |                                      |                                      |                                      |                                      |                                      |                                      |                                      |                                      |                                      |                                      |                                      | Atto 3                               |                                      |                                      |                                      |                                      |
| SUV                                  |                                      |                                      |                                      |                                      |                                      |                                      |                                      |                                      |                                      |                                      |                                      |                                      | Song                                 | Song                                 | Song                                 | Song                                 | Song                                 | Song                                 | Song                                 | Song                                 | Song                                 | Song                                 | Song                                 |
| SUV                                  |                                      |                                      |                                      |                                      |                                      |                                      |                                      |                                      |                                      |                                      |                                      |                                      |                                      |                                      |                                      |                                      |                                      |                                      |                                      |                                      | Sealion 05                           |                                      |                                      |
| SUV                                  |                                      |                                      |                                      |                                      |                                      |                                      |                                      |                                      |                                      |                                      |                                      |                                      |                                      |                                      |                                      |                                      | Song Plus                            |                                      |                                      |                                      |                                      |                                      |                                      |
| SUV                                  |                                      |                                      |                                      |                                      |                                      |                                      |                                      |                                      | S6                                   | S6                                   | S6                                   | S7                                   | S7                                   | S7                                   | S7                                   | S7                                   |                                      |                                      |                                      |                                      | Song L                               | Song L                               | Song L                               |
| SUV                                  |                                      |                                      |                                      |                                      |                                      |                                      |                                      |                                      |                                      |                                      |                                      |                                      | Tang                                 | Tang                                 | Tang                                 | Tang                                 | Tang                                 | Tang                                 | Tang                                 | Tang                                 | Tang                                 | Tang                                 | Tang                                 |
| SUV                                  |                                      |                                      |                                      |                                      |                                      |                                      |                                      |                                      |                                      |                                      |                                      |                                      |                                      |                                      |                                      |                                      |                                      |                                      |                                      |                                      |                                      | Tang L                               |                                      |
| SUV                                  |                                      |                                      |                                      |                                      |                                      |                                      |                                      |                                      |                                      |                                      |                                      |                                      |                                      |                                      |                                      |                                      |                                      |                                      |                                      |                                      |                                      | Sealion 06                           |                                      |
| SUV                                  |                                      |                                      |                                      |                                      |                                      |                                      |                                      |                                      |                                      |                                      |                                      |                                      |                                      |                                      |                                      |                                      |                                      |                                      | Frigate 07                           |                                      |                                      |                                      |                                      |
| SUV                                  |                                      |                                      |                                      |                                      |                                      |                                      |                                      |                                      |                                      |                                      |                                      |                                      |                                      |                                      |                                      |                                      |                                      |                                      |                                      |                                      | Sealion 07                           |                                      |                                      |
| Pick-up                              |                                      |                                      |                                      |                                      |                                      |                                      |                                      |                                      |                                      |                                      |                                      |                                      |                                      |                                      |                                      |                                      |                                      |                                      |                                      |                                      |                                      | Shark                                | Shark                                |
| Van                                  |                                      |                                      |                                      |                                      |                                      |                                      |                                      | e6                                   | e6                                   | e6                                   | e6                                   | e6                                   | e6                                   | e6                                   | e6                                   | e6                                   | e6                                   | e6                                   | e6                                   | e6                                   | e6                                   | e6                                   | e6                                   |
| Van                                  |                                      |                                      |                                      |                                      |                                      |                                      |                                      | M6                                   | M6                                   | M6                                   | M6                                   | M6                                   | M6                                   | M6                                   | Song Max                             | Song Max                             | Song Max                             | Song Max                             | Song Max                             | Song Max                             | Song Max                             | Song Max                             | Song Max                             |
| Van                                  |                                      |                                      |                                      |                                      |                                      |                                      |                                      |                                      |                                      |                                      |                                      |                                      |                                      |                                      |                                      |                                      |                                      |                                      |                                      |                                      |                                      | Xia                                  |                                      |
| Cabriolet                            |                                      |                                      |                                      |                                      |                                      |                                      |                                      | S8                                   | S8                                   |                                      |                                      |                                      |                                      |                                      |                                      |                                      |                                      |                                      |                                      |                                      |                                      |                                      |                                      |

## Verkaufszahlen

### Weltweite Fahrzeugverkäufe
Im Jahr 2023 hat BYD weltweit 3.024.417 Fahrzeuge verkauft.
| Jahr                                                            |      |  | Stück     |           |
| 2019                                                            | 2019 |  | 409.421   | 409.421   |
| 2020                                                            | 2020 |  | 394.608   | 394.608   |
| 2021                                                            | 2021 |  | 721.328   | 721.328   |
| 2022                                                            | 2022 |  | 1.802.464 | 1.802.464 |
| 2023                                                            | 2023 |  | 3.024.417 | 3.024.417 |
| 2024                                                            | 2024 |  | 4.270.000 | 4.270.000 |
| Verkaufszahlen weltweit pro Jahr, Quelle: tridenstechnology.com |      |  |           |           |

### Weltweite Verkäufe batterieelektrischer Fahrzeuge
Im Jahr 2024 hat BYD weltweit 1.764.992 batterieelektrische Fahrzeuge (BEV) verkauft.
| Jahr                                                                              |         |  | Stück   |         |
| 2022 Q1                                                                           | 2022 Q1 |  | 143.223 | 143.223 |
| 2022 Q2                                                                           | 2022 Q2 |  | 180.296 | 180.296 |
| 2022 Q3                                                                           | 2022 Q3 |  | 258.610 | 258.610 |
| 2022 Q4                                                                           | 2022 Q4 |  | 329.011 | 329.011 |
| 2023 Q1                                                                           | 2023 Q1 |  | 264.647 | 264.647 |
| 2023 Q2                                                                           | 2023 Q2 |  | 352.145 | 352.145 |
| 2023 Q3                                                                           | 2023 Q3 |  | 431.603 | 431.603 |
| 2023 Q4                                                                           | 2023 Q4 |  | 526.409 | 526.409 |
| 2024 Q1                                                                           | 2024 Q1 |  | 300.114 | 300.114 |
| 2024 Q2                                                                           | 2024 Q2 |  | 426.039 | 426.039 |
| 2024 Q3                                                                           | 2024 Q3 |  | 443.426 | 443.426 |
| 2024 Q4                                                                           | 2024 Q4 |  | 595.413 | 595.413 |
| 2025 Q1                                                                           | 2025 Q1 |  | 416.388 | 416.388 |
| Weltweite Verkaufszahlen batterieelektrischer Fahrzeuge (BEV) von BYD pro Quartal |         |  |         |         |

### Fahrzeugverkäufe in China
Zwischen 2003 und 2022 sind in der Volksrepublik China insgesamt 8.701.432 Fahrzeuge von BYD verkauft worden. Mit 2.573.110 Einheiten war 2023 das erfolgreichste Jahr.
| Jahr                                                    |      |  | Stück     |           |
| 2003                                                    | 2003 |  | 21.253    | 21.253    |
| 2004                                                    | 2004 |  | 17.900    | 17.900    |
| 2005                                                    | 2005 |  | 11.038    | 11.038    |
| 2006                                                    | 2006 |  | 63.592    | 63.592    |
| 2007                                                    | 2007 |  | 101.665   | 101.665   |
| 2008                                                    | 2008 |  | 170.880   | 170.880   |
| 2009                                                    | 2009 |  | 448.458   | 448.458   |
| 2010                                                    | 2010 |  | 519.775   | 519.775   |
| 2011                                                    | 2011 |  | 448.484   | 448.484   |
| 2012                                                    | 2012 |  | 456.056   | 456.056   |
| 2013                                                    | 2013 |  | 506.189   | 506.189   |
| 2014                                                    | 2014 |  | 429.946   | 429.946   |
| 2015                                                    | 2015 |  | 452.488   | 452.488   |
| 2016                                                    | 2016 |  | 494.116   | 494.116   |
| 2017                                                    | 2017 |  | 403.496   | 403.496   |
| 2018                                                    | 2018 |  | 500.028   | 500.028   |
| 2019                                                    | 2019 |  | 451.246   | 451.246   |
| 2020                                                    | 2020 |  | 400.488   | 400.488   |
| 2021                                                    | 2021 |  | 729.091   | 729.091   |
| 2022                                                    | 2022 |  | 1.797.949 | 1.797.949 |
| 2023                                                    | 2023 |  | 2.573.110 | 2.573.110 |
| Verkaufszahlen in China pro Jahr, Quelle: chinamobil.ru |      |  |           |           |